# بركة سفلين
 برکه سفلین  بالفارسية ( روستاى برکه سفلین  ) ، قرية صغيرة تتبع البلدة المركزية (بالفارسية: بخش مرکزی شهرستان بندر لنگه) من توابع مدينة لنجة وتقع في محافظة هرمزگان في جنوب إيران. تقع قرية برکه سفلین في جنوب شرقي بلدة دزكان، وتقع في غربها قرية هميران على بعد كيلومتر واحد.

## حدود قرية برکه سفلین
حدود قرية برکه سفلین : من الشمال: الطريق الرئيسي الذي يربط مدينة بندر لنجة بمدينة بندر عباس، ومن الجنوب البحر، ومن الغرب قرية هميران، ومن الشرق تنتهي بـ قرية مهتابي.

## السكان
يبلغ عدد سكان هذه قرية حسب تعداد السكان لعام 2006 للميلاد، (767 ) نسمه تشكل (120 عائلة) ، من أهل السنة والجماعة وعلى المذهب الشافعي. يتكلون الفارسية باللهجة المحلية، لهم مسجد، ومدرسة، وعيادة صحية صغيرة، وبركتان لحفظ مياه الأمطار، وميناء بحري صغير.
يمتهن السكان بمهنة الصيد الأسماك، والزراعة وتربية المواشي والتجارة.